# Vòng loại Giải vô địch bóng đá nữ U-16 châu Á 2015
Vòng loại Giải vô địch bóng đá nữ U-16 châu Á 2015 diễn ra từ tháng 10 tới tháng 12 năm 2014 nhằm chọn ra các đội tuyển tham dự vòng chung kết.
Các đội U-16 Cộng hòa Dân chủ Nhân dân Triều Tiên, Nhật Bản, Trung Quốc và Thái Lan được vào thẳng vòng chung kết.

## Các bảng đấu

### Bảng A
- Các trận đấu dự kiến tổ chức ở Palestine nhưng bị hoãn.
- Sau khi bốn đội rút lui, hai đội còn lại thi đấu với nhau hai trận ở Bahrain.
- Giờ thi đấu là UTC+3.

| VT | Đội         | ST | T | H | B | BT | BB | HS  | Đ | Giành quyền tham dự |
| -- | ----------- | -- | - | - | - | -- | -- | --- | - | ------------------- |
| 1  | Uzbekistan  | 2  | 2 | 0 | 0 | 22 | 0  | +22 | 6 | Vòng chung kết 2015 |
| 2  | Bahrain (H) | 2  | 0 | 0 | 2 | 0  | 22 | −22 | 0 |                     |
| 3  | Kyrgyzstan  | 0  | 0 | 0 | 0 | 0  | 0  | 0   | 0 | Bỏ cuộc             |
| 3  | Palestine   | 0  | 0 | 0 | 0 | 0  | 0  | 0   | 0 | Bỏ cuộc             |
| 3  | Sri Lanka   | 0  | 0 | 0 | 0 | 0  | 0  | 0   | 0 | Bỏ cuộc             |
| 3  | Tajikistan  | 0  | 0 | 0 | 0 | 0  | 0  | 0   | 0 | Bỏ cuộc             |

| Uzbekistan | 17–0    | Bahrain |
| --- | ------- | ------- |
| Ergasheva 10', 20', 23' · Kurbonova 26', 29', 34', 42', 45', 48', 49' · Panjieva 28', 50' · Askarova 55', 68' · Bobokhujaeva 59', 65' · Utamova 77' | Báo cáo |         |

| Bahrain | 0–5     | Uzbekistan                                                      |
| ------- | ------- | --------------------------------------------------------------- |
|         | Báo cáo | Boboeva 32', 41' · Panjieva 37' · Ergasheva 55' · Kurbonova 77' |

### Bảng B
- Các trận diễn ra ở Bangladesh.
- Giờ thi đấu là UTC+6.

| VT | Đội            | ST | T | H | B | BT | BB | HS  | Đ  | Giành quyền tham dự |
| -- | -------------- | -- | - | - | - | -- | -- | --- | -- | ------------------- |
| 1  | Iran           | 4  | 4 | 0 | 0 | 19 | 3  | +16 | 12 | Vòng chung kết 2015 |
| 2  | Ấn Độ          | 4  | 3 | 0 | 1 | 21 | 6  | +15 | 9  |                     |
| 3  | Bangladesh (H) | 4  | 2 | 0 | 2 | 9  | 4  | +5  | 6  |                     |
| 4  | Jordan         | 4  | 1 | 0 | 3 | 12 | 14 | −2  | 3  |                     |
| 5  | UAE            | 4  | 0 | 0 | 4 | 1  | 35 | −34 | 0  |                     |
| 6  | Qatar          | 0  | 0 | 0 | 0 | 0  | 0  | 0   | 0  | Bỏ cuộc             |

| Iran                                                                     | 9–0     | UAE |
| ------------------------------------------------------------------------ | ------- | --- |
| Geraeli 49', 51', 68', 81' · Ghasemi 37', 41', 53', 90+1' · Dabbaghi 62' | Báo cáo |     |

| Jordan | 0–1     | Bangladesh            |
| ------ | ------- | --------------------- |
|        | Báo cáo | S. Akhter 70' (ph.đ.) |

| Iran              | 2–1     | Ấn Độ     |
| ----------------- | ------- | --------- |
| Hosseini 71', 88' | Báo cáo | Chiru 13' |

| Bangladesh                                                    | 6–0     | UAE |
| ------------------------------------------------------------- | ------- | --- |
| Mali 6', 68' · S. Akhter 9', 23' · Rani 44' · L. Akhter 90+1' | Báo cáo |     |

| UAE        | 1–8     | Jordan                                                                                                   |
| ---------- | ------- | --- |
| Juma 90+2' | Báo cáo | Al-Btoush 12' · Isleem 39' · Fahad 44' (l.n.) · Zoqash 52' · Abulrob 65', 76' · Sahloul 68' · Zabian 71' |

| Bangladesh            | 1–2     | Ấn Độ                 |
| --------------------- | ------- | --------------------- |
| S. Akhter 21' (ph.đ.) | Báo cáo | Devi 30' (ph.đ.), 66' |

| Ấn Độ                                                                                         | 12–0    | UAE |
| --------------------------------------------------------------------------------------------- | ------- | --- |
| Bardhan 4', 57' · Chiru 7' · Devi 24', 59', 75', 90+2' · Tudu 67' · Samuel 72', 76', 80', 82' | Báo cáo |     |

| Iran                                          | 6–1     | Jordan       |
| --------------------------------------------- | ------- | ------------ |
| Geraeli 22', 39', 52' · Ghasemi 42', 83', 84' | Báo cáo | Zoqash 45+3' |

| Jordan                                 | 3–6     | Ấn Độ                                                           |
| -------------------------------------- | ------- | --------------------------------------------------------------- |
| Zoqash 11' · Al-Naber 53' · Isleem 74' | Báo cáo | Samuel 20', 69' · Bardhan 22' · Panna 26' · Tudu 88' · Devi 90' |

| Bangladesh    | 1–2     | Iran                              |
| ------------- | ------- | --------------------------------- |
| L. Akhter 16' | Báo cáo | Geraeli 61' · Ghasemi 71' (ph.đ.) |

### Bảng C
- Các trận diễn ra ở Malaysia.
- Giờ thi đấu là UTC+8.

| VT | Đội         | ST | T | H | B | BT | BB | HS  | Đ | Giành quyền tham dự |
| -- | ----------- | -- | - | - | - | -- | -- | --- | - | ------------------- |
| 1  | Hàn Quốc    | 3  | 3 | 0 | 0 | 15 | 0  | +15 | 9 | Vòng chung kết 2015 |
| 2  | Úc          | 3  | 2 | 0 | 1 | 16 | 1  | +15 | 6 |                     |
| 3  | Việt Nam    | 3  | 1 | 0 | 2 | 7  | 9  | −2  | 3 |                     |
| 4  | Hồng Kông   | 3  | 0 | 0 | 3 | 0  | 28 | −28 | 0 |                     |
| 5  | Bắc Mariana | 0  | 0 | 0 | 0 | 0  | 0  | 0   | 0 | Bỏ cuộc             |

| Úc                                                          | 6–0     | Việt Nam |
| ----------------------------------------------------------- | ------- | -------- |
| Taranto 6' · Petratos 13', 31' · Ayres 24', 26' · Maher 90' | Báo cáo |          |

| Hàn Quốc | 11–0    | Hồng Kông |
| --- | ------- | --------- |
| Lim Su-bin 15', 50', 61' · Gwon Hui-seon 31', 86' · Song Bo-ram 45' · Yang Hyeon-ji 51' · Ju Yee-un 69', 88' · Eom Keun-byeol 75', 79' | Báo cáo |           |

| Việt Nam | 0–3     | Hàn Quốc                                                    |
| -------- | ------- | ----------------------------------------------------------- |
|          | Báo cáo | Park Hye-jeong 31' · Yang Hyeon-ji 44' · Yang Seo-yeong 67' |

| Hồng Kông | 0–10    | Úc                                                                                         |
| --------- | ------- | ------------------------------------------------------------------------------------------ |
|           | Báo cáo | Cartwright 8', 86' · Bourke 16' · Ammendolia 46', 67', 90+3' · Brodigan 52', 55', 83', 84' |

| Úc | 0–1     | Hàn Quốc        |
| -- | ------- | --------------- |
|    | Báo cáo | Im So-jeong 69' |

| Hồng Kông | 0–7     | Việt Nam |
| --------- | ------- | --- |
|           | Báo cáo | Nguyễn Thị Nga 7' · Nguyễn Thị Tuyết Ngân 29', 58' · Nguyễn Thị Nụ 36' · Nguyễn Thị Quỳnh 45+1', 61' · Phạm Thu Hiền 76' |

### Bảng D
- Các trận diễn ra ở Malaysia.
- Giờ thi đấu là UTC+8.

| VT | Đội               | ST | T | H | B | BT | BB | HS  | Đ | Giành quyền tham dự |
| -- | ----------------- | -- | - | - | - | -- | -- | --- | - | ------------------- |
| 1  | Đài Bắc Trung Hoa | 3  | 3 | 0 | 0 | 14 | 2  | +12 | 9 | Vòng chung kết 2015 |
| 2  | Myanmar           | 3  | 2 | 0 | 1 | 10 | 2  | +8  | 6 |                     |
| 3  | Philippines       | 3  | 1 | 0 | 2 | 6  | 13 | −7  | 3 |                     |
| 4  | Campuchia         | 3  | 0 | 0 | 3 | 2  | 15 | −13 | 0 |                     |

| Đài Bắc Trung Hoa                                                         | 7–0     | Campuchia |
| ------------------------------------------------------------------------- | ------- | --------- |
| Lương Khải Nhu 2', 30', 50', 71', 90+1' · Trần Dục Khiết 10', 60' (ph.đ.) | Báo cáo |           |

| Myanmar                                                                | 6–0     | Philippines |
| ---------------------------------------------------------------------- | ------- | ----------- |
| Kay Zin Myint 6' · Thin Thin Yu 9', 55', 71' · Hnin Kalyar Ko 64', 88' | Báo cáo |             |

| Campuchia | 0–4     | Myanmar                                                                    |
| --------- | ------- | -------------------------------------------------------------------------- |
|           | Báo cáo | Thin Thin Yu 66' · Kay Zin Myint 74' · July Kyaw 75' · Khine Thazin Oo 82' |

| Philippines               | 2–5     | Đài Bắc Trung Hoa                                     |
| ------------------------- | ------- | ----------------------------------------------------- |
| Semacio 14' · Bacatan 39' | Báo cáo | Lương Khải Nhu 2', 10', 15', 76' · Trần Dục Khiết 43' |

| Đài Bắc Trung Hoa                      | 2–0     | Myanmar |
| -------------------------------------- | ------- | ------- |
| Hoàng Ngọc Từ 44' · Lương Khải Nhu 56' | Báo cáo |         |

| Philippines                                          | 4–2     | Campuchia               |
| ---------------------------------------------------- | ------- | ----------------------- |
| Jumawan 30' · Bacatan 33' · Semacio 45' · Whaley 89' | Báo cáo | Yeurn 8' · Channa 90+3' |